# District de Rulindo
Rulindo est un district (akarere) de la Province du Nord au Rwanda. Son chef-lieu est la ville de Tare (également connue sous le nom de Bushoki). Il se compose de dix-sept secteurs (imirenge) : Base, Burega, Bushoki, Buyoga, Cyinzuzi, Cyungo, Kinihira, Kisaro, Masoro, Mbogo, Murambi, Ngoma, Ntarabana, Rukozo, Rusiga, Shyorongi et Tumba. Le chef-lieu est Tare (Bushoki). La population totale, au recensement de 2012, est de 287 681 habitants.

## Géographie
Il est situé dans la province de la Province du Nord, dans la partie centrale du pays, à 24 km au nord de Kigali, la capitale du pays. Il y a 287 681 habitants. Il couvre 567 kilomètres carrés. La température moyenne est de 18°C. Le mois le plus chaud est septembre, à 20°C, et le plus froid est mars, à 16°C. La pluviométrie moyenne est de 970 millimètres par an. Le mois le plus humide est mars, avec 172 millimètres de pluie, et le plus sec est juillet, avec 7 millimètres.